# Peru Juniors 2015
Das Peru Juniors 2015 als bedeutendstes internationales Nachwuchsturnier von Peru im Badminton fand vom 24. bis zum 27. Februar 2015 in Lima statt.

## Sieger und Platzierte
| Disziplin    | Gold                                   | Silber                           | Bronze                                       |
| ------------ | -------------------------------------- | -------------------------------- | -------------------------------------------- |
| Herreneinzel | Rubén Castellanos                      | Diego Mini                       | Sören Opti                                   |
| Herreneinzel | Rubén Castellanos                      | Diego Mini                       | Daniel La Torre                              |
| Dameneinzel  | Daniela Macías                         | Paula La Torre                   | Inés Castillo                                |
| Dameneinzel  | Daniela Macías                         | Paula La Torre                   | Chiara Carranza                              |
| Herrendoppel | Rubén Castellanos Christopher Martínez | Leonardo Isa Kenshin Shimabukuro | José Guevara Daniel La Torre                 |
| Herrendoppel | Rubén Castellanos Christopher Martínez | Leonardo Isa Kenshin Shimabukuro | Alfonso García-Rosell Diego Subauste         |
| Damendoppel  | Chiara Carranza Daniela Macías         | Inés Castillo Paula La Torre     | Thaina Bellido García Andrea Echevarria Ossa |
| Damendoppel  | Chiara Carranza Daniela Macías         | Inés Castillo Paula La Torre     | Florencia Bernatene Ana Montefinale          |
| Mixed        | José Guevara Daniela Macías            | Leonardo Isa Inés Castillo       | Bruno Barrueto Thaina Bellido García         |
| Mixed        | José Guevara Daniela Macías            | Leonardo Isa Inés Castillo       | Kenshin Shimabukuro Chiara Carranza          |